# Fausto Gallardo García
Fausto Gallardo García (Tijuana, Baja California, 15 de abril de 1977) es un político mexicano, miembro del Partido Verde Ecologista de México (PVEM). Ha sido dos veces diputado al Congreso de Baja California y es diputado federal para el periodo de 2021 a 2024.

## Biografía
Es licenciado en Administración de Empresas por el Centro de Estudios Superiores del Noroeste. Como miembro del PVEM, ha sido consejero municipal, estatal y nacional; secretario general y presidente del comité estatal del PVEM en Baja California.
En 2010 fue elegido regidor del ayuntamiento de Tecate presidido por Javier Urbalejo Cinco, en 2012 fue elegido diputado federal suplente por el Distrito 7 de Baja California siendo propietario David Pérez Tejada Padilla. No fue llamado nunca a ejercer el cargo. En las elecciones estatales de 2013 es elegido diputado a la XXI Legislatura del Congreso del Estado de Baja California por el Distrito 8 local. En ella fue presidente de la comisión de Medio Ambiente y Desarrollo Sustentable; secretario de las comisiones de Asuntos Fronterizos y Migratorios; de Energía y Recursos Hidráulicos; de Desarrollo Económico y Comercio Binacional; de Administración y Finanzas; y, de Comunicación Social y Relaciones Públicas. Concluyó su cargo en 2016.
En las elecciones de 2019 es postulado y elegido por segunda ocasión diputado local, representando en esta ocasión al Distrito 6 local a la XXIII Legislatura del Congreso del Estado; para el periodo que debía culminar en 2022. Sin embargo se separó de este cargo para ser candidato de la coalición Sigamos Haciendo Historia por el Distrito 8 de Baja California; logrando el triungo en las elecciones de 2021 al recibir el 55.33% de los votos, frente al 17.97% de Ricardo Cano Castro del Partido Encuentro Solidario. En esta legislatura es integrante del grupo parlamentario del PVEM y secretario de la comisión de Asuntos Frontera Norte; e integrante de las comisiones de Asuntos Migratorios; y, de Reforma Política-Electoral.
En las elecciones federales de 2024 fue postulado candidato de la coalición Sigamos Haciendo Historia a la reelección por el mismo cargo y distrito. Logró el triunfo al recibir el 74.03% de los votos, frente al 14.33% de su contrincanto de la coalición Fuerza y Corazón por México, Héctor Osuna Jaime. En la LXVI Legislatura que concluirá en 2027, se integró nuevamente en el grupo parlamentario del PVEM.